# بابا إدي
بابا إدي (بالإنجليزية: Baba Iddi)‏ هو لاعب كرة قدم غاني في مركز الهجوم، ولد في 6 يونيو 1982 في كوماسي في غانا. لعب مع أشانتي كوتوكو وألمانيا آخن ولوكيرين أوست فلانديرين ونادي الملك فيصل ونادي فاردار ونادي مكابي تل أبيب وهارتس أوف أوك.